# 기도 마세티
기도 마세티(이탈리아어: Guido Masetti ˈɡwiːdo maˈzetti[*]; 1907년 11월 22일, 베네토 주 베로나 ~ 1993년 11월 26일, 라치오 주 로마)는 이탈리아의 전 축구 골키퍼이자 감독이다.

## 클럽 경력
베로나 출신인 마세티는 1929년부터 1943년까지 엘라스 베로나와 로마의 선수로 활약하며 339번의 경기에 출전해 1941-42 시즌에 이탈리아 리그를 우승했다.

## 국가대표팀 경력
마세티는 1930년대에서 1940년대에 걸쳐 활약한 정상급 골키퍼로, 이탈리아 국가대표팀에도 차출되었지만, 잔피에로 콤비와 알도 올리비에리가 붙박이 주전이었기에 그리 많은 기회를 잡을 수 없었다. 그는 비록 1934년과 1938년 월드컵 우승 당시 명단에 이름을 올렸지만, 그는 한 경기도 출전하지 못했다.

## 감독 경력
1950년대에 그는 로마의 10경기를 지휘했다.(1950-51 시즌에 5경기, 1956-57 시즌에 나머지 5경기)

## 사망
그는 향년 86세로 로마에서 영면에 들었다.

## 수상

### 클럽
로마
- 세리에 A
  - 우승: 1941–42
  - 준우승: 1930–31, 1935–36
- 코파 이탈리아 준우승: 1936–37, 1940–41

### 국가대표팀
이탈리아
- 월드컵: 1934, 1938

### 개인
- 로마 명예의 전당: 2015[2]